# Anopheles crucians
Anopheles crucians este o specie de țânțari din genul Anopheles, descrisă de Christian Rudolph Wilhelm Wiedemann în anul 1828. Conform Catalogue of Life specia Anopheles crucians nu are subspecii cunoscute.